# Henri Roger
Henri Roger  (* 20. Juli 1951 in Ismailia) ist ein französischer Musiker (Piano, Elektronik, Komposition, auch Orgel, Synthesizer, Gitarre, Schlagzeug).

## Leben und Wirken
Roger wuchs in den 1960er-Jahren mit der Musik der Beatles, der Rolling Stones und Bob Dylan auf; mit zwölf Jahren fing er an, Blues, Chansons und Rock’n’Roll zu spielen, bevor er um 1970 begann, sich mehr für Jazz und Progressive Rock zu interessieren. Als Autodidakt legte er 1975 sein Debütalbum Images… vor, beeinflusst von der Musik von Frank Zappa, Soft Machine, Pink Floyd, King Crimson, Yes, Genesis und des Mahavishnu Orchestra. Seit den späten 1980er-Jahren arbeitete er u. a. als Begleitmusiker für die Sängerin Catherine Ribeiro (L’amour aux nus, 1992).
In den folgenden Jahren betätigte sich Roger, der in Monaco lebt, verstärkt in den Bereichen zeitgenössische Musik, Neue Improvisationsmusik und  elektronische Musik. Im Laufe seiner Karriere spielte er mit Musikern wie Barre Phillips, Paul Rogers, Jean-Louis Méchali, Emilie Lesbros, Eric-Maria Couturier, Bruno Tocanne, Emmanuelle Somer, François Cotinaud, Benjamin Duboc, Didier Lasserre, Noël Akchoté, Augustin Brousseloux, Jean-Marc Foussat, Marcel Bataillard, Jean-Baptiste Boussougou und Julien Palomo.
Aufgrund von Hörproblemen wie Tinnitus und Hyperakusis konnte Roger mehrere Jahre lang nicht als Musiker tätig sein, bevor er dank Hörgeräten Geräusche besser vertragen konnte und 2023 wieder begann Klavier zu spielen. Während dieser Zeit vermied Roger Gruppenarbeit, konzentrierte sich als Solist in seinem Heimstudio in Monaco auf elektronische Musik und erweiterte seine Fähigkeiten in der Produktion abstrakter Videos. Anschließend entstand das Album Gestes et chemins piano solo improvisations 24/192 (2024). „Dieses Soloalbum strahlt getreu den Geist der Kunst des Augenblicks aus und bietet freie, kontemplative und dennoch intuitive Musik, die sich auf natürliche und organische Weise in lockeren Strukturen niederschlägt“, schrieb Eyal Hareuveni.

## Diskographische Hinweise
- Images… (Pôle Records, 1975)[4]
- Henri Roger Trio: Manipulsations (A.D.L., 1994, mit Paul Rogers, Jean-Louis Méchali)
- Bruno Tocanne & Henri Roger: Remedios la Belle (2011)[5]
- Emmanuelle Somer, François Cotinaud, Henri Roger, Barre Phillips: No Meat Inside (Instant Music Records, 2013)
- Exsurgences: Solo Piano Improvisations (Instant Music Records, 2013)[6]
- Henri Roger, Noël Akchoté: Siderrances (Facing You, 2014)
- Benjamin Duboc / Didier Lasserre / Henri Roger: Parole Plongée (Instant Musics Records, 2014)
- Henri Roger, Jean-Baptiste Boussougou: Mourim (Facing You, 2015)
- Jean-Marc Foussat & Henri Roger: Géographies des transitoires (Instant Musics Records, 2015)
- Interlaced Memories (2019)[7] solo